# Polygonum ovczinnikovii
Polygonum ovczinnikovii är en slideväxtart som beskrevs av Anna Prokofevna Czukavina. Polygonum ovczinnikovii ingår i släktet trampörter, och familjen slideväxter. Inga underarter finns listade i Catalogue of Life.